# Wiceprezydenci Stanów Zjednoczonych

Flaga wiceprezydenta Stanów Zjednoczonych

Wiceprezydenci Stanów Zjednoczonych – chronologiczna lista wiceprezydentów Stanów Zjednoczonych. Wiceprezydent zgodnie z konstytucją, nie ma wyższych uprawnień. Jest w kolejności pierwszą osobą do objęcia urzędu prezydenta w przypadku śmierci, rezygnacji lub usunięciu prezydenta. Obejmuje fotel głowy państwa do końca rozpoczętej kadencji. Wiceprezydent jest jednocześnie przewodniczącym Senatu.
Urząd wiceprezydenta sprawowało dotąd 49 osób. Wśród nich było 21, którzy nie pochodzili z USA. Ponad połowa z nich pochodzi z zaledwie z pięciu stanów, Nowy Jork (11), Indiana (5), Massachusetts (4), Kentucky (3), Teksas (3). Najmłodszym wiceprezydentem był John C. Breckinridge (36 lat), zaś najstarszym Alben Barkley (72 lat).

## Nietypowe sytuacje
- Dwóch wiceprezydentów pełniło ten urząd w gabinetach dwóch prezydentów: George Clinton w gabinetach prezydentów Jeffersona i Madisona, John C. Calhoun w gabinetach prezydentów Johna Quincy Adamsa i Jacksona

- Dwóch wiceprezydentów ustąpiło z urzędu przed zakończeniem kadencji: John C. Calhoun (1825-1832) (aby objąć urząd senatora), Spiro T. Agnew (1969–1973) (w wyniku wyroku sądowego)

- Siedmiu wiceprezydentów zmarło w czasie sprawowania urzędu: George Clinton (w 1812 r.), Elbridge Gerry (w 1814 r.), William R. King (w 1853 r.), Henry Wilson (w 1875 r.), Thomas Hendricks (w 1885 r.), Garret Hobart (w 1899 r.) i James Sherman (w 1912 r.)

- Dziewięciu wiceprezydentów objęło prezydenturę w wyniku sukcesji: John Tyler w 1841 r. po śmierci Williama Harrisona, Millard Fillmore w 1850 r. po śmierci Taylora, Andrew Johnson w 1865 r. po zabójstwie Lincolna, Chester Arthur w 1881 r. po zabójstwie Garfielda, Theodore Roosevelt w 1901 r. po zabójstwie McKinleya, Calvin Coolidge w 1923 r. po śmierci Hardinga, Harry Truman w 1945 r. po śmierci Franklina Delano Roosevelta, Lyndon Johnson w 1963 r. po zabójstwie Kennedy’ego i Gerald Ford w 1974 r. po ustąpieniu Nixona

- Czterech wiceprezydentów, którzy zostali prezydentami na skutek sukcesji, zostało wybranych na własne kadencje: Theodore Roosevelt (w 1904), Calvin Coolidge (w 1924), Harry Truman (w 1948) i Lyndon Johnson (w 1964). Gerald Ford starał się z ramienia Partii Republikańskiej o prezydenturę w wyborczym roku 1976, ale przegrał z demokratą Jimmym Carterem.

- Czterech wiceprezydentów, w czasie pełnienia urzędu, zostało wybranych na prezydenta: John Adams (w 1796), Thomas Jefferson (w 1800), Martin Van Buren (w 1836), George H.W. Bush (w 1988)

- Dwóch byłych wiceprezydentów zostało wybranych prezydentem: Richard Nixon (wiceprezydent 1953-1961, wybrany na prezydenta w 1968), Joe Biden (wiceprezydent 2009-2017, wybrany na prezydenta w 2020)

- Dwóch wiceprezydentów pochodziło nie z wyboru, ale z nominacji w wyniku zastosowania 25. poprawki do Konstytucji: Gerald Ford (1973-1974), Nelson Rockefeller (1974-1977)

- Trzech wiceprezydentów pełniło obowiązki prezydenta w wyniku zastosowania 25. poprawki do konstytucji: George H.W. Bush senior (13 lipca 1985 r. w zastępstwie operowanego Ronalda Reagana), Richard Cheney (29 czerwca 2002 r. w zastępstwie poddanego zabiegowi medycznemu George W. Busha) i Kamala Harris (19 listopada 2021, w zastępstwie poddanego zabiegowi kolonoskopii Joe Bidena)

## Lista wiceprezydentów Stanów Zjednoczonych
| N°                                           | Wiceprezydent Stanów Zjednoczonych          | Wiceprezydent Stanów Zjednoczonych           | Okres Wiceprezydentury                      | Okres Wiceprezydentury                      | Partia                                      | Partia                                      | Elekcja                    | Prezydent                     |
| -------------------------------------------- | ------------------------------------------- | -------------------------------------------- | ------------------------------------------- | ------------------------------------------- | ------------------------------------------- | ------------------------------------------- | -------------------------- | ----------------------------- |
| 1.                                           |                                             | John Adams (ur. 1735 zm. 1826)               | 30 kwietnia 1789                            | 4 marca 1797                                |                                             | Pro–Admin                                   | 1 (1789)                   | 1. George Washington          |
| 1.                                           |                                             | John Adams (ur. 1735 zm. 1826)               | 30 kwietnia 1789                            | 4 marca 1797                                | federalista                                 | 2 (1792)                                    |                            | 1. George Washington          |
| 2.                                           |                                             | Thomas Jefferson (ur. 1743 zm. 1826)         | 4 marca 1797                                | 4 marca 1801                                |                                             | demokratyczny republikanin                  | 3 (1796)                   | 2. John Adams Jr.             |
| 3.                                           |                                             | Aaron Burr (ur. 1756 zm. 1836)               | 4 marca 1801                                | 4 marca 1805                                | 4 (1800)                                    | demokratyczny republikanin                  | 3. Thomas Jefferson        |                               |
| 4.                                           |                                             | George Clinton (ur. 1739 zm. 1812)           | 4 marca 1805                                | 4 marca 1809                                | 5 (1804)                                    | demokratyczny republikanin                  | 3. Thomas Jefferson        |                               |
| 4.                                           | 4 marca 1809                                | George Clinton (ur. 1739 zm. 1812)           | † 20 kwietnia 1812                          | 6 (1808)                                    | 4. James Madison                            | demokratyczny republikanin                  |                            |                               |
| vacat, 20 kwietnia 1812 – 4 marca 1813       |                                             |                                              |                                             | 6 (1808)                                    | 4. James Madison                            |                                             |                            |                               |
| 5.                                           |                                             | Elbridge Gerry (ur. 1744 zm. 1814)           | 4 marca 1813                                | † 23 listopada 1814                         | 4. James Madison                            |                                             | demokratyczny republikanin | 7 (1812)                      |
| vacat, 23 listopada 1814 – 4 marca 1817      |                                             |                                              |                                             |                                             | 4. James Madison                            |                                             |                            | 7 (1812)                      |
| 6.                                           |                                             | Daniel Tompkins (ur. 1774 zm. 1825)          | 4 marca 1817                                | 4 marca 1825                                |                                             | demokratyczny republikanin                  | 8 (1816)                   | 5. James Monroe               |
| 6.                                           | 9 (1820)                                    | Daniel Tompkins (ur. 1774 zm. 1825)          | 4 marca 1817                                | 4 marca 1825                                |                                             | demokratyczny republikanin                  |                            | 5. James Monroe               |
| 7.                                           |                                             | John C. Calhoun (ur. 1782 zm. 1850)          | 4 marca 1825                                | 4 marca 1829                                |                                             | demokrata                                   | 10 (1824)                  | 6. John Quincy Adams          |
| 7.                                           | 4 marca 1829                                | John C. Calhoun (ur. 1782 zm. 1850)          | 28 grudnia 1832                             | 11 (1828)                                   | 7. Andrew Jackson                           | demokrata                                   |                            |                               |
| 7.                                           | 4 marca 1829                                | John C. Calhoun (ur. 1782 zm. 1850)          | 28 grudnia 1832                             | 11 (1828)                                   | 7. Andrew Jackson                           | nullifikacjonista                           |                            |                               |
| vacat, 28 grudnia 1832 – 4 marca 1833        |                                             |                                              |                                             | 11 (1828)                                   | 7. Andrew Jackson                           |                                             |                            |                               |
| 8.                                           |                                             | Martin Van Buren (ur. 1782 zm. 1862)         | 4 marca 1833                                | 4 marca 1837                                | 7. Andrew Jackson                           |                                             | demokrata                  | 12 (1832)                     |
| 9.                                           |                                             | Richard Johnson (ur. 1780 zm. 1850)          | 4 marca 1837                                | 4 marca 1841                                | 13 (1836)                                   | 8. Martin Van Buren                         | demokrata                  |                               |
| 10.                                          |                                             | John Tyler (ur. 1790 zm. 1862)               | 4 marca 1841                                | 4 kwietnia 1841                             |                                             | wig                                         | 14 (1840)                  | 9. William Henry Harrison     |
| vacat, 4 marca 1841 – 4 marca 1845           | vacat, 4 marca 1841 – 4 marca 1845          | vacat, 4 marca 1841 – 4 marca 1845           | vacat, 4 marca 1841 – 4 marca 1845          | vacat, 4 marca 1841 – 4 marca 1845          | vacat, 4 marca 1841 – 4 marca 1845          | vacat, 4 marca 1841 – 4 marca 1845          | 14 (1840)                  | 10. John Tyler                |
| 11.                                          |                                             | George Dallas (ur. 1792 zm. 1864)            | 4 marca 1845                                | 4 marca 1849                                |                                             | demokrata                                   | 15 (1844)                  | 11. James Knox Polk           |
| 12.                                          |                                             | Millard Fillmore (ur. 1800 zm. 1874)         | 4 marca 1849                                | 9 lipca 1850                                |                                             | wig                                         | 16 (1848)                  | 12. Zachary Taylor            |
| vacat, 9 lipca 1850 – 4 marca 1853           | vacat, 9 lipca 1850 – 4 marca 1853          | vacat, 9 lipca 1850 – 4 marca 1853           | vacat, 9 lipca 1850 – 4 marca 1853          | vacat, 9 lipca 1850 – 4 marca 1853          | vacat, 9 lipca 1850 – 4 marca 1853          | vacat, 9 lipca 1850 – 4 marca 1853          | 16 (1848)                  | 13. Millard Fillmore          |
| 13.                                          |                                             | William R. King (ur. 1786 zm. 1853)          | 4 marca 1853                                | † 18 kwietnia 1853                          |                                             | demokrata                                   | 17 (1852)                  | 14. Franklin Pierce           |
| vacat, 18 kwietnia 1853 – 4 marca 1857       |                                             |                                              |                                             |                                             |                                             |                                             | 17 (1852)                  | 14. Franklin Pierce           |
| 14.                                          |                                             | John Cabell Breckinridge (ur. 1821 zm. 1875) | 4 marca 1857                                | 4 marca 1861                                |                                             | demokrata                                   | 18 (1856)                  | 15. James Buchanan            |
| 15.                                          |                                             | Hannibal Hamlin (ur. 1809 zm. 1891)          | 4 marca 1861                                | 4 marca 1865                                |                                             | republikanin                                | 19 (1860)                  | 16. Abraham Lincoln           |
| 16.                                          |                                             | Andrew Johnson (ur. 1808 zm. 1875)           | 4 marca 1865                                | 15 kwietnia 1865                            |                                             | Partia Unii Narodowej (demokrata)           | 20 (1864)                  | 16. Abraham Lincoln           |
| vacat, 15 kwietnia 1865 – 4 marca 1869       | vacat, 15 kwietnia 1865 – 4 marca 1869      | vacat, 15 kwietnia 1865 – 4 marca 1869       | vacat, 15 kwietnia 1865 – 4 marca 1869      | vacat, 15 kwietnia 1865 – 4 marca 1869      | vacat, 15 kwietnia 1865 – 4 marca 1869      | vacat, 15 kwietnia 1865 – 4 marca 1869      | 20 (1864)                  | 17. Andrew Johnson            |
| 17.                                          |                                             | Schuyler Colfax (ur. 1823 zm. 1885)          | 4 marca 1869                                | 4 marca 1873                                |                                             | republikanin                                | 21 (1868)                  | 18. Ulysses Grant             |
| 18.                                          |                                             | Henry Wilson (ur. 1812 zm. 1875)             | 4 marca 1873                                | † 22 listopada 1875                         | 22 (1872)                                   | republikanin                                |                            | 18. Ulysses Grant             |
| vacat, 22 listopada 1875 – 4 marca 1877      |                                             |                                              |                                             |                                             | 22 (1872)                                   |                                             |                            | 18. Ulysses Grant             |
| 19.                                          |                                             | William Wheeler (ur. 1819 zm. 1887)          | 4 marca 1877                                | 4 marca 1881                                |                                             | republikanin                                | 23 (1876)                  | 19. Rutherford Hayes          |
| 20.                                          |                                             | Chester Arthur (ur. 1829 zm. 1886)           | 4 marca 1881                                | 19 września 1881                            | 24 (1880)                                   | republikanin                                | 20. James Garfield         |                               |
| vacat, 19 września 1881 – 4 marca 1885       | vacat, 19 września 1881 – 4 marca 1885      | vacat, 19 września 1881 – 4 marca 1885       | vacat, 19 września 1881 – 4 marca 1885      | vacat, 19 września 1881 – 4 marca 1885      | vacat, 19 września 1881 – 4 marca 1885      | vacat, 19 września 1881 – 4 marca 1885      | 21. Chester Arthur         |                               |
| 21.                                          |                                             | Thomas Hendricks (ur. 1819 zm. 1885)         | 4 marca 1885                                | † 25 listopada 1885                         |                                             | demokrata                                   | 25 (1884)                  | 22. Grover Cleveland          |
| vacat, 25 listopada 1885 – 4 marca 1889      |                                             |                                              |                                             |                                             |                                             |                                             | 25 (1884)                  | 22. Grover Cleveland          |
| 22.                                          |                                             | Levi Morton (ur. 1824 zm. 1920)              | 4 marca 1889                                | 4 marca 1893                                |                                             | republikanin                                | 26 (1888)                  | 23. Benjamin Harrison         |
| 23.                                          |                                             | Adlai Stevenson (ur. 1835 zm. 1914)          | 4 marca 1893                                | 4 marca 1897                                |                                             | demokrata                                   | 27 (1892)                  | 24. Grover Cleveland          |
| 24.                                          |                                             | Garret Hobart (ur. 1844 zm. 1899)            | 4 marca 1897                                | † 21 listopada 1899                         |                                             | republikanin                                | 28 (1896)                  | 25. William McKinley          |
| vacat, 21 listopada 1899 – 4 marca 1901      |                                             |                                              |                                             |                                             |                                             |                                             | 28 (1896)                  | 25. William McKinley          |
| 25.                                          |                                             | Theodore Roosevelt (ur. 1858 zm. 1919)       | 4 marca 1901                                | 14 września 1901                            |                                             | republikanin                                | 29 (1900)                  | 25. William McKinley          |
| vacat, 14 września 1901 – 4 marca 1905       | vacat, 14 września 1901 – 4 marca 1905      | vacat, 14 września 1901 – 4 marca 1905       | vacat, 14 września 1901 – 4 marca 1905      | vacat, 14 września 1901 – 4 marca 1905      | vacat, 14 września 1901 – 4 marca 1905      | vacat, 14 września 1901 – 4 marca 1905      | 29 (1900)                  | 26. Theodore Roosevelt        |
| 26.                                          |                                             | Charles Warren Fairbanks (ur. 1852 zm. 1918) | 4 marca 1905                                | 4 marca 1909                                |                                             | republikanin                                | 30 (1904)                  | 26. Theodore Roosevelt        |
| 27.                                          |                                             | James Sherman (ur. 1855 zm. 1912)            | 4 marca 1909                                | † 30 października 1912                      | 31 (1908)                                   | republikanin                                | 27. William Taft           |                               |
| vacat, 30 października 1912 – 4 marca 1913   |                                             |                                              |                                             |                                             | 31 (1908)                                   |                                             | 27. William Taft           |                               |
| 28.                                          |                                             | Thomas Marshall (ur. 1854 zm. 1925)          | 4 marca 1913                                | 4 marca 1921                                |                                             | demokrata                                   | 32 (1912)                  | 28. Woodrow Wilson            |
| 28.                                          | 33 (1916)                                   | Thomas Marshall (ur. 1854 zm. 1925)          | 4 marca 1913                                | 4 marca 1921                                |                                             | demokrata                                   |                            | 28. Woodrow Wilson            |
| 29.                                          |                                             | Calvin Coolidge (ur. 1872 zm. 1933)          | 4 marca 1921                                | 2 sierpnia 1923                             |                                             | republikanin                                | 34 (1920)                  | 29. Warren Harding            |
| vacat, 2 sierpnia 1923 – 4 marca 1925        | vacat, 2 sierpnia 1923 – 4 marca 1925       | vacat, 2 sierpnia 1923 – 4 marca 1925        | vacat, 2 sierpnia 1923 – 4 marca 1925       | vacat, 2 sierpnia 1923 – 4 marca 1925       | vacat, 2 sierpnia 1923 – 4 marca 1925       | vacat, 2 sierpnia 1923 – 4 marca 1925       | 34 (1920)                  | 30. Calvin Coolidge           |
| 30.                                          |                                             | Charles Gates Dawes (ur. 1865 zm. 1951)      | 4 marca 1925                                | 4 marca 1929                                |                                             | republikanin                                | 35 (1924)                  | 30. Calvin Coolidge           |
| 31.                                          |                                             | Charles Curtis (ur. 1860 zm. 1936)           | 4 marca 1929                                | 4 marca 1933                                | 36 (1928)                                   | republikanin                                | 31. Herbert Hoover         |                               |
| 32.                                          |                                             | John Nance Garner (ur. 1868 zm. 1967)        | 4 marca 1933                                | 20 stycznia 1941                            |                                             | demokrata                                   | 37 (1932)                  | 32. Franklin Delano Roosevelt |
| 32.                                          | 38 (1936)                                   | John Nance Garner (ur. 1868 zm. 1967)        | 4 marca 1933                                | 20 stycznia 1941                            |                                             | demokrata                                   |                            | 32. Franklin Delano Roosevelt |
| 33.                                          |                                             | Henry Wallace (ur. 1888 zm. 1965)            | 20 stycznia 1941                            | 20 stycznia 1945                            | 39 (1940)                                   | demokrata                                   |                            | 32. Franklin Delano Roosevelt |
| 34.                                          |                                             | Harry Truman (ur. 1884 zm. 1972)             | 20 stycznia 1945                            | 12 kwietnia 1945                            | 40 (1944)                                   | demokrata                                   |                            | 32. Franklin Delano Roosevelt |
| vacat, 12 kwietnia 1945 – 20 stycznia 1949   | vacat, 12 kwietnia 1945 – 20 stycznia 1949  | vacat, 12 kwietnia 1945 – 20 stycznia 1949   | vacat, 12 kwietnia 1945 – 20 stycznia 1949  | vacat, 12 kwietnia 1945 – 20 stycznia 1949  | vacat, 12 kwietnia 1945 – 20 stycznia 1949  | vacat, 12 kwietnia 1945 – 20 stycznia 1949  | 33. Harry Truman           |                               |
| 35.                                          |                                             | Alben Barkley (ur. 1877 zm. 1956)            | 20 stycznia 1949                            | 20 stycznia 1953                            |                                             | demokrata                                   | 33. Harry Truman           | 41 (1948)                     |
| 36.                                          |                                             | Richard Nixon (ur. 1913 zm. 1994)            | 20 stycznia 1953                            | 20 stycznia 1961                            |                                             | republikanin                                | 42 (1952)                  | 34. Dwight Eisenhower         |
| 36.                                          | 43 (1956)                                   | Richard Nixon (ur. 1913 zm. 1994)            | 20 stycznia 1953                            | 20 stycznia 1961                            |                                             | republikanin                                |                            | 34. Dwight Eisenhower         |
| 37.                                          |                                             | Lyndon B. Johnson (ur. 1908 zm. 1973)        | 20 stycznia 1961                            | 22 listopada 1963                           |                                             | demokrata                                   | 44 (1960)                  | 35. John F. Kennedy           |
| vacat, 22 listopada 1963 – 20 stycznia 1965  | vacat, 22 listopada 1963 – 20 stycznia 1965 | vacat, 22 listopada 1963 – 20 stycznia 1965  | vacat, 22 listopada 1963 – 20 stycznia 1965 | vacat, 22 listopada 1963 – 20 stycznia 1965 | vacat, 22 listopada 1963 – 20 stycznia 1965 | vacat, 22 listopada 1963 – 20 stycznia 1965 | 44 (1960)                  | 36. Lyndon B. Johnson         |
| 38.                                          |                                             | Hubert Humphrey (ur. 1911 zm. 1978)          | 20 stycznia 1965                            | 20 stycznia 1969                            |                                             | demokrata                                   | 45 (1964)                  | 36. Lyndon B. Johnson         |
| 39.                                          |                                             | Spiro T. Agnew (ur. 1918 zm. 1996)           | 20 stycznia 1969                            | 10 października 1973                        |                                             | republikanin                                | 46 (1968)                  | 37. Richard Nixon             |
| 39.                                          | 47 (1972)                                   | Spiro T. Agnew (ur. 1918 zm. 1996)           | 20 stycznia 1969                            | 10 października 1973                        |                                             | republikanin                                |                            | 37. Richard Nixon             |
| vacat, 10 października 1973 – 6 grudnia 1973 |                                             |                                              |                                             |                                             |                                             |                                             |                            | 37. Richard Nixon             |
| 40.                                          |                                             | Gerald Ford (ur. 1913 zm. 2006)              | 6 grudnia 1973                              | 9 sierpnia 1974                             |                                             | republikanin                                |                            | 37. Richard Nixon             |
| vacat, 9 sierpnia 1974 – 19 grudnia 1974     | vacat, 9 sierpnia 1974 – 19 grudnia 1974    | vacat, 9 sierpnia 1974 – 19 grudnia 1974     | vacat, 9 sierpnia 1974 – 19 grudnia 1974    | vacat, 9 sierpnia 1974 – 19 grudnia 1974    | vacat, 9 sierpnia 1974 – 19 grudnia 1974    | vacat, 9 sierpnia 1974 – 19 grudnia 1974    | 38. Gerald Ford            |                               |
| 41.                                          |                                             | Nelson Rockefeller (ur. 1908 zm. 1979)       | 19 grudnia 1974                             | 20 stycznia 1977                            |                                             | republikanin                                | 38. Gerald Ford            |                               |
| 42.                                          |                                             | Walter Mondale (ur. 1928 zm. 2021)           | 20 stycznia 1977                            | 20 stycznia 1981                            |                                             | demokrata                                   | 48 (1976)                  | 39. Jimmy Carter              |
| 43.                                          |                                             | George H.W. Bush (ur. 1924 zm. 2018)         | 20 stycznia 1981                            | 20 stycznia 1989                            |                                             | republikanin                                | 49 (1980)                  | 40. Ronald Reagan             |
| 43.                                          | 50 (1984)                                   | George H.W. Bush (ur. 1924 zm. 2018)         | 20 stycznia 1981                            | 20 stycznia 1989                            |                                             | republikanin                                |                            | 40. Ronald Reagan             |
| 44.                                          |                                             | Dan Quayle (ur. 1947)                        | 20 stycznia 1989                            | 20 stycznia 1993                            | 51 (1988)                                   | republikanin                                | 41. George H.W. Bush       |                               |
| 45.                                          |                                             | Al Gore (ur. 1948)                           | 20 stycznia 1993                            | 20 stycznia 2001                            |                                             | demokrata                                   | 52 (1992)                  | 42. Bill Clinton              |
| 45.                                          | 53 (1996)                                   | Al Gore (ur. 1948)                           | 20 stycznia 1993                            | 20 stycznia 2001                            |                                             | demokrata                                   |                            | 42. Bill Clinton              |
| 46.                                          |                                             | Dick Cheney (ur. 1941)                       | 20 stycznia 2001                            | 20 stycznia 2009                            |                                             | republikanin                                | 54 (2000)                  | 43. George W. Bush            |
| 46.                                          | 55 (2004)                                   | Dick Cheney (ur. 1941)                       | 20 stycznia 2001                            | 20 stycznia 2009                            |                                             | republikanin                                |                            | 43. George W. Bush            |
| 47.                                          |                                             | Joe Biden (ur. 1942)                         | 20 stycznia 2009                            | 20 stycznia 2017                            |                                             | demokrata                                   | 56 (2008)                  | 44. Barack Obama              |
| 47.                                          | 57 (2012)                                   | Joe Biden (ur. 1942)                         | 20 stycznia 2009                            | 20 stycznia 2017                            |                                             | demokrata                                   |                            | 44. Barack Obama              |
| 48.                                          |                                             | Mike Pence (ur. 1959)                        | 20 stycznia 2017                            | 20 stycznia 2021                            |                                             | republikanin                                | 58 (2016)                  | 45. Donald Trump              |
| 49.                                          |                                             | Kamala Harris (ur. 1964)                     | 20 stycznia 2021                            | 20 stycznia 2025                            |                                             | demokratka                                  | 59 (2020)                  | 46. Joe Biden                 |
| 50.                                          |                                             | J.D. Vance (ur. 1984)                        | 20 stycznia 2025                            | sprawuje urząd                              |                                             | republikanin                                | 60 (2024)                  | 47. Donald Trump              |

## Byli wiceprezydenci
Obecnie żyje sześć osób, które sprawowały urząd wiceprezydenta:
- Dan Quayle (ur. 1947, wiceprezydent 1989–1993)
- Al Gore (ur. 1948, wiceprezydent 1993–2001)
- Richard Cheney (ur. 1941, wiceprezydent 2001–2009)
- Joe Biden (ur. 1942, wiceprezydent 2009–2017; w latach 2021–2025 prezydent USA)
- Mike Pence (ur. 1959, wiceprezydent 2017–2021)
- Kamala Harris (ur. 1964, wiceprezydent 2021–2025)

Quayle ubiegał się, bez większego powodzenia, o nominację republikańską w 2000 roku.
Byłym wiceprezydentom USA przysługuje dożywotnia emerytura oraz ochrona osobista po odejściu z urzędu.